# Район Едоґава (Токіо)
35°42′23.91″ пн. ш. 139°52′06.32″ сх. д. / 35.7066417° пн. ш. 139.8684222° сх. д.
Райо́н Едоґа́ва (яп. 江戸川区, えどがわく, МФА: [edogawa ku̥], «Едоґавський район») — особливий район у східній частині столиці Токіо, на сході метрополії Токіо, в Японії.

## Географія
Площа району Едоґава на 1 жовтня 2008 становила близько 49,86 км².

## Населення
Населення району Едоґава на 1 липня 2011 становило близько 679 133 осіб. Густота населення становила 13 620,8 осіб/км².

## Галерея

Розташування
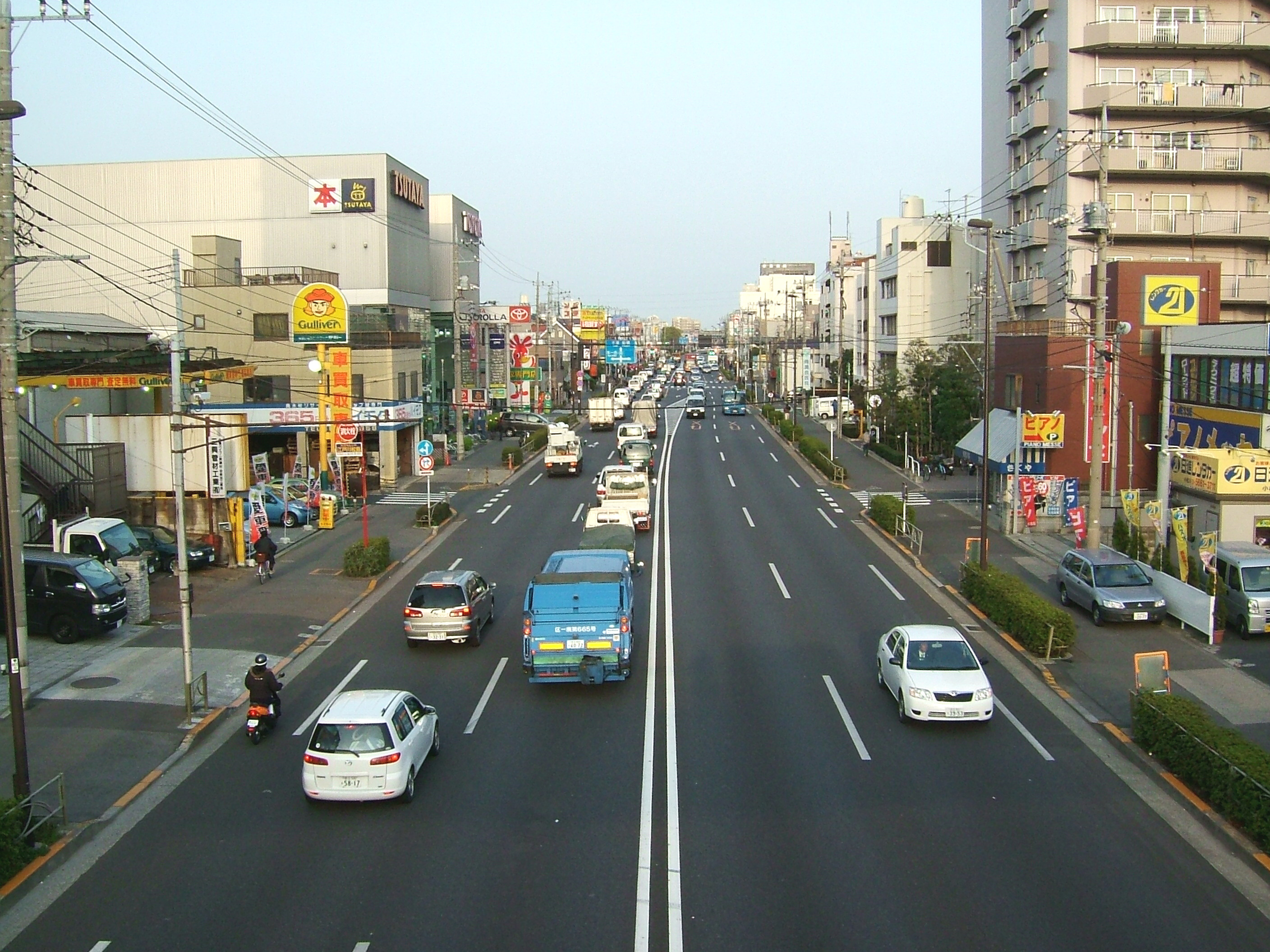
Вулиця